# Stazione di Schaerbeek
La stazione di Schaerbeek (francese: gare de Schaerbeek, neerlandese: station Schaarbeek) è una stazione ferroviaria situata a cavallo tra i comuni di Schaerbeek e di Bruxelles, in Belgio.